# Рибнячка
45°53′ пн. ш. 17°05′ сх. д. / 45.88° пн. ш. 17.08° сх. д.
Рибнячка (хорв. Ribnjačka) — населений пункт у Хорватії, в Б'єловарсько-Білогорській жупанії у складі громади Велика Писаниця.

## Населення
Населення за даними перепису 2011 року становило 154 осіб.
Динаміка чисельності населення поселення: